# 響りん
響 りん（ひびき りん、1990年3月19日 - ）は、日本のAV女優。ディノ所属。

## 略歴・人物
趣味はショッピング。

## 作品

### アダルトDVD
2009年
- 115J爆乳GALとやる 淫語痴女本気激モミSEX（8月28日、シネマユニットガス)
- 超高級ヌルヌル爆乳ソープ（10月23日、シネマユニットガス)
- 行列のできるパイズリ屋さん（12月18日、シネマユニットガス)

2010年
- 最強GAL爆乳115Jの痴女（2月26日、シネマユニットガス)

2016年
- GAS独占 Jカップのエロ痴女 響りん復活（9月1日、シネマユニットガス)
- 騎乗位と中出し好きの人妻 響りん（11月1日、シネマユニットガス)

2017年
- やっぱり肉が好き 響りん 115cm Jカップ（1月1日、シネマユニットガス)
- Jカップと巨尻でイカせる淫語痴女（6月2日、ワープエンタテインメント)
- 超爆乳ベロちゅうザーメンぶっかけ豊満黒ギャル妻（11月3日、クリスタル映像)
- 爆乳デカ尻人妻に圧迫された僕（11月13日、セレブの友)
- はだかの主婦 目黒区在住 響りん(30)（12月1日、プラネットプラス)
- 爆乳ホルスタイン妻と夢の肉欲性活（12月12日、マザー)
- 爆乳マゾ熟女緊縛調教（12月13日、セレブの友)

2018年
- ムッチリポチャポチャ肉感レズビアン（2月16日、オフィスケイズ）
- 居酒屋で働くヤリマンギャル（2月27日、マザー)
- 撮り下ろし爆乳潮吹きバラエティ 新人りんかKカップ（3月1日、シネマユニット・ガス）
- ぽっちゃり肉感ジョガーの誘惑SEX 響りん デカパイ過ぎてものすごいハミ乳とムチムチ太腿とパツパツ尻がエロすぎるドスケベ痴女!!（10月7日、ビッグ・ザ・肉道/妄想族）
- 千葉の海岸で海の家を営む化け乳のお母さん!（12月7日、ルビー）

2019年
- ムチムチでボヨヨーン樽ボディの女と肉弾セックス 厳選8人（1月11日、ケイ・エム・プロデュース）